# ایگنس-ا-پویپراکس
ایگنس-ا-پویپراکس (به فرانسوی: Aignes-et-Puypéroux) یک کمون در فرانسه است که در Canton of Montmoreau-Saint-Cybard واقع شده‌است.

## خصوصیات
ایگنس-ا-پویپراکس ۱۲٫۹۹ کیلومترمربع مساحت و ۲۶۱ نفر جمعیت دارد و ۱۴۱ متر بالاتر از سطح دریا واقع شده‌است.